# Lisa Kewley
Lisa Jennifer Kewley (née en 1974) est une astrophysicienne australienne et actuelle directrice du Center for Astrophysics | Harvard & Smithsonian. Auparavant, Kewley était directrice du Centre d'excellence ARC pour l'astrophysique du ciel en 3D (ASTRO 3-D) et la Bourse australienne pour lauréats (en) au Collège des sciences physiques et mathématiques de l'université nationale australienne, où elle était également professeur,. Spécialisée dans l'évolution des galaxies, elle a remporté le prix d'astronomie Annie J. Cannon en 2005 pour ses études sur l'oxygène dans les galaxies, et le prix Newton Lacy Pierce en astronomie en 2008. En 2014, elle a été élue membre de l'Académie des sciences australienne. En 2020, elle a reçu la médaille James-Craig-Watson. En 2021, elle a été élue membre international de l'Académie nationale des sciences. En 2022, elle est devenue la première femme directrice du Center for Astrophysics | Harvard & Smithsonian.

## Vie
Kewley a grandi en Australie-Méridionale. Ses parents l'ont encouragée à s'intéresser aux sciences et elle a été influencée par un professeur de physique au lycée et par sa participation à un camp d'observation des étoiles à l'école, pour s'intéresser à l'astronomie. Après l'école, elle s'est inscrite à un Bachelor of Science à l'université d'Adélaïde, l'obtenant en astrophysique. Elle a ensuite déménagé à Canberra pour poursuivre un doctorat en astrophysique à l'université nationale australienne, qui a été décerné en 2002. En 2001, elle a passé quelque temps aux États-Unis en tant que chercheuse invitée à l'université Johns-Hopkins. Pendant cette période, elle a co-écrit un article dans The Astrophysical Journal, intitulé « Theoretical Modeling of Starburst Galaxies », qui, en 2016, était sa publication la plus citée.
Après avoir terminé son doctorat, Kewley a rejoint le Center for Astrophysics | Harvard & Smithsonian à Cambridge, 
dans le Massachusetts, grâce à une bourse CfA, travaillant sur la formation et l'évolution des étoiles. Parmi ses mentors, l'astrophysicienne américaine Margaret Geller. Bénéficiant d'une bourse postdoctorale en travaillant au Space Telescope Science Institute en 2004, elle a ensuite poursuivi ses travaux à l'institut d'astronomie de l'université d'Hawaï en 2005. Kewley faisait partie d'une équipe qui a utilisé la réanalyse d'une image du télescope spatial Hubble pour identifier une galaxie lointaine à 9,3 milliards d'années-lumière. Elle a ensuite travaillé avec l'observatoire W. M. Keck sur le Mauna Kea, analysant les données sur la teneur en oxygène de cette galaxie et d'autres galaxies d'âges différents, contribuant à la compréhension de leur évolution. Pour ces recherches, elle a reçu en 2005 le prix Annie Jump Cannon en astronomie. Son travail a été reconnu une nouvelle fois en 2008, lorsque Kewley a remporté le prix Newton Lacy Pierce en astronomie, décerné par l'Union américaine d'astronomie. Ce prix a été décerné pour ses recherches « qui ont montré comment les propriétés d'une galaxie dépendent de la date de sa formation ». Ses travaux ont porté sur la variation des propriétés des galaxies anciennes et nouvelles, notamment la richesse en oxygène, le taux de formation d'étoiles et les caractéristiques du noyau de la galaxie.
En 2011, Kewley est retourné en Australie en tant que professeur à l'École de recherche en astronomie et astrophysique de l'Université nationale australienne.
En 2014, Kewley a été élue membre de l'Académie australienne des sciences. Elle a été choisie pour prononcer la conférence Harley Wood 2018, un événement annuel de la Société astronomique d'Australie, sur le thème de l'oxygène et des étoiles. Elle a été élue membre de la Royal Society of New South Wales en 2020.
Kewley a développé la proposition et est directeur du Centre d'excellence en astrophysique du ciel du Conseil australien de recherche, basé au mont Stromlo.
Elle a épousé son mari Reuben à Canberra en 2001, peu de temps avant de déménager dans le Massachusetts. Ils ont un fils (né en 2008) et une fille (née en 2011), tous deux nés alors qu'elle vivait et travaillait à Hawaï.